# 舒翁
舒翁（?—?），南宋陶瓷家。
舒翁是吉州庐陵永和镇人。唐宋时永和镇以生产瓷器闻名。舒翁擅长烧制玩具，他的女儿舒娇擅长烧制垆瓮，产品多为黑色白色，在当时的永和五窑最是有名。后代称吉州窑。